# Mason (Wirginia Zachodnia)
Mason – miasto w Stanach Zjednoczonych, w stanie Wirginia Zachodnia, w hrabstwie Mason.